# Pantydia discisigna
Pantydia discisigna là một loài bướm đêm trong họ Erebidae.